# Estação Varchavskaia
Varchavskaia (em russo:  Варшавская) é uma das estações da linha Kakhovskaia (Linha 11) do Metro de Moscovo, na Rússia. A estação «Varchavskaia» está localizada entre as estações «Kakhovskaia» e «Kachirskaia».